# 紀世光
紀世光（?年—?年），字耀庭，廣東駐防，同治四年覆試考列二等，同治戊辰科中式繙譯進士，卽補主事，改歸班候選知縣。